# Dlaczego musimy umierać za Gdańsk?
Dlaczego musimy umierać za Gdańsk? (fr. Pourquoi mourir pour Dantzig?) – slogan polityczny z 1939 pochodzący z artykułu francuskiego aktywisty Marcela Déata opublikowanego 4 maja tego roku w L'Œuvre. Déat dowodził w artykule, że Francja powinna uniknąć wojny z Niemcami z powodu Polski. Hasło to nie zyskało większego poparcia (76% Francuzów było za wojną z powodu Gdańska, zaś jedynie 17% - przeciw), było jednak używane przez grupy przeciwne sojuszowi polsko-francuskiemu, a w Polsce zostało uznane za synonim „zdrady sojusznika” bądź krótkowzrocznego pacyfizmu.